# آرگوستولی
آرگوستولی (به لاتین: Argostoli) یک شهرک در یونان است که در آرگوستولی واقع شده‌است.

## خواهرخوانده
شهرهای شاباس، برئیلا و آکوئی‌ترمی خواهرخوانده‌های آرگوستولی هستند.